# Храм на Ромул
Храмът на Ромул днес е част от базиликата Св. св. Козма и Дамян, посветена на двама гръцки братя – лечители, мъченици и светци, и е разположен във Форума на Веспасиан, известен още като Форум на мира.

## История
Храмът на Ромул е посветен на Ромул, сина на император Максенций, който умира още като дете. След смъртта му неговият баща го обожествява и издига в негова чест храм.
Двеста година по-късно кралят на остготите Теодорих Велики и дъщеря му, подаряват библиотеката на Форума на мира и част от Храма на Ромул на папа Феликс IV.
Папата обединява двете сгради и създава базилика, посветена на двамата гръцки братя светци: Козма и Дамян, в противовес на езическия култ към братята Кастор и Полукс, които били обожествявани в разположения наблизо Храм на Кастор и Полукс. Олтарът е декориран с римско-византийски мозайки, представящи Второто пришествие на Христос.
През 1632 г. папа Урбан VIII нарежда възстановяването на базиликата. Повдига се подът със седем метра, за да се изравни нивото му със затрупания с отломки форум и по този начин да се избегне нахлуването на вода. Добавен е и метох. Старият под сега се вижда в долната църква, който всъщност е долната част на първия храм.
През 1947 г. възстановяването на Имперските форуми променя структурата на църквата. Старият вход през Храма на Ромул е затворен и „храмът“ е възстановен в оригиналния му вид. Храмът на Ромул е най-добре запазеният езически храм в Рим, заедно с Пантеона. Нов вход е отворен от противоположната страна (от via dei Fori Imperiali).

## Сграда и живопис
Непосредствено до входа на комплекса се намират стаи с оригинални мраморни подове от Форума на мира и стена, където са поставени 150 мраморни плочи от Forma Urbis Romae. Входът е през метоха с единичен кораб. Сградата на базиликата е проектирана по тогавашните норми: единичен кораб с три капели встрани и голям олтар, който сега изглежда доста голям, поради редукцията на височината при реставрацията през XVII век, обграден от триумфална арка, също осакатена при тази реставрация.
От XI – XII век е мозаечният шедьовър. В средата е Христос. Вдясно св. Петър представя св. Козма и св. Теодор, а вляво св. Павел представя св. Дамян и папа Феликс IV, който държи модел на църквата.